# Steinweg 19 (Quedlinburg)

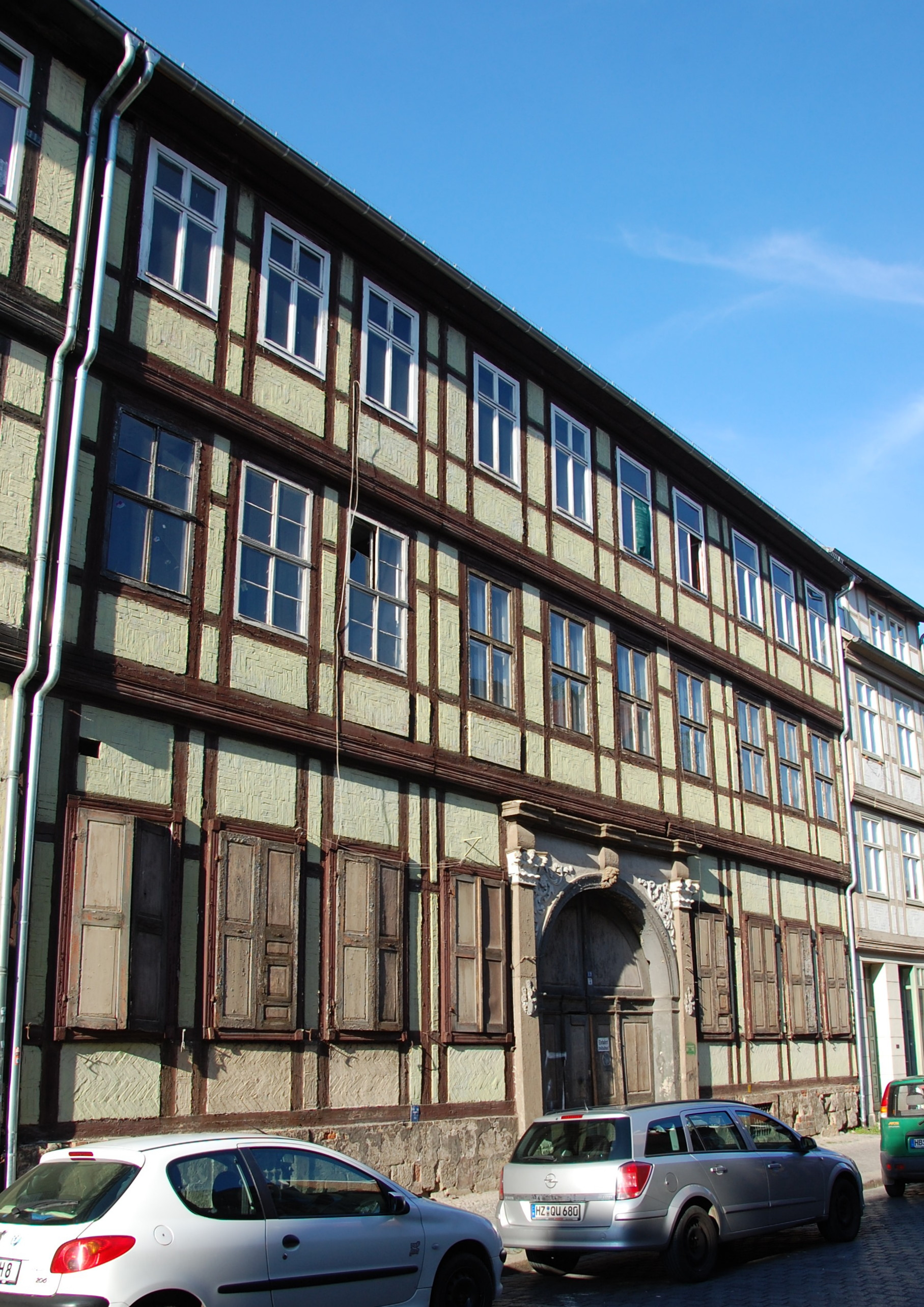
Haus Steinweg 19

Otto Meissner

Der Steinweg 19 ist eine denkmalgeschützte Hofanlage in der Stadt Quedlinburg in Sachsen-Anhalt.

## Lage
Das im Quedlinburger Denkmalverzeichnis als Kaufmannshof eingetragene Anwesen befindet sich in der historischen Neustadt Quedlinburgs auf der Nordseite des Steinwegs und gehört zum UNESCO-Weltkulturerbe. Westlich grenzt das gleichfalls denkmalgeschützte Haus Steinweg 18, östlich das Haus Steinweg 20 an.

## Architektur und Geschichte
Das straßenseitige, in Fachwerkbauweise errichtete Wohnhaus der barocken Anlage stammt nach einer Bauinschrift aus dem Jahr 1719. Bemerkenswert ist das barocke, aus Sandstein errichtete Portal. Es verfügt über mit Wappen verzierten Pilastern. Darüber hinaus bestehen Akanthusranken. Der am Portal befindliche Schlussstein ist als Löwenkopf gestaltet. Von der Durchfahrt geht im Inneren ein Portal im Stil des Neoklassizismus zu einem Saal ab. Die Gefache der Fachwerkfassade sind mit Zierausmauerungen versehen.
Die Gebäudestruktur ist im Inneren weitgehend und mit vielen Details erhalten.
Auf dem Hof bestehen auf der Ostseite noch zwei Gebäudeflügel. An der Westseite sind nur kleine Reste der ursprünglichen Bebauung erhalten geblieben.
Das Gebäude diente als Posthof. Im Jahr 1819 wurde hier der spätere Verleger Otto Meissner als siebentes Kind einer Postmeisterfamilie geboren. Meissner wurde als Verleger des von Karl Marx geschriebenen Werks Das Kapital bekannt.